# Iberodorcadion isernii
Iberodorcadion isernii is een keversoort uit de familie van de boktorren (Cerambycidae). De wetenschappelijke naam van de soort werd voor het eerst geldig gepubliceerd in 1868 door Pérez-Arcas.